# Pato-branco

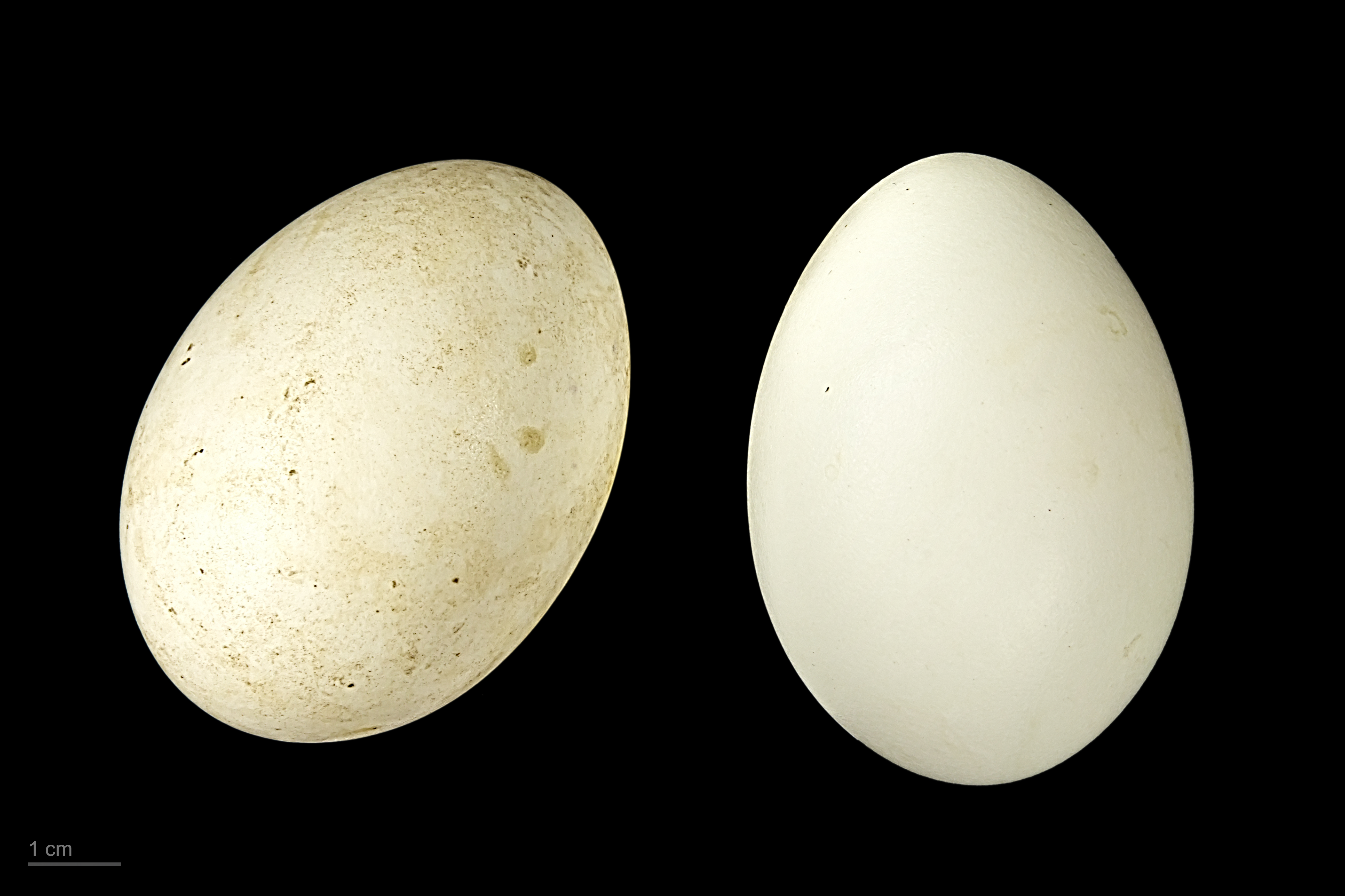
Tadorna tadorna - MHNT

A Tadorna-Comum, conhecida popularmente como Pato-Branco (Tadorna tadorna), é uma espécie do gênero Tadorna. É uma ave da família Anatidae e faz parte de uma subclassificação diferente dos patos (tadornas são consideradas uma coisa e os patos outra).

## Características
A tadorna comum se caracteriza por ser semelhante a um ganso, em tamanho e forma, porém, seu pescoço é mais curto que o daqueles. Seu bico é avermelhado e mais semelhante ao de um pato e suas patas são rosadas.
É maior que os patos e caracteriza-se pela plumagem predominantemente branca, com manchas verdes e ruivas, e pelo bico vermelho. Sua plumagem se caracteriza por corpo todo recoberto de penas brancas com manchas castanhas e penas pretas no ventre, na cabeça e pescoço aparecem penas verde-escuras. Suas asas possuem penas brancas.
Sexo
Quanto ao sexo, macho e fêmea tem características semelhantes, com a fêmea sendo menor e com algumas marcas faciais brancas, o macho é mais colorido em época de reprodução e seu bico é vermelho vivo com uma saliência mais proeminente acima.
Os filhotes são brancos, de cabeça preta, enquanto os juvenis são mais acinzentados na parte superior e brancos na inferior. 

## Habitat
É uma ave que nidifica nas regiões temperadas da Eurosibéria. Sua população migra para áreas subtropicais no inverno. Essa espécie é mais difundida na porção mais ocidental da Europa. Ele é comum ao redor da costa da Grã-Bretanha e da Irlanda. Sua presença nas américas é considerado algo raro de se acontecer.